# Comité national olympique de Saint-Vincent-et-les-Grenadines
Le Comité national olympique de Saint-Vincent-et-les-Grenadines (en anglais, The St. Vincent and the Grenadines National Olympic Committee) est le comité national olympique de Saint-Vincent-et-les-Grenadines, fondé en 1982.